# Estadio Dan Păltinișanu
El Stadionul Dan Păltinișanu es un estadio multiusos de la ciudad de Timișoara, Rumania. El estadio tiene una capacidad para 32 972 espectadores, fue inaugurado el 1 de mayo de 1964 y sirve, principalmente, para la práctica del fútbol. En el estadio disputa sus partidos como local el ACS Poli Timișoara. El nombre del estadio se debe al defensa Dan Păltinișanu, uno de los jugadores más importantes del Politehnica Timișoara que disputó 271 partidos oficiales con el equipo entre 1973 y 1983.

## Conciertos
1984 - Lepa Brena que se celebró un concierto ante más de 65 000. personas.

### Partidos internacionales
En el estadio la selección de Rumania ha disputado los siguientes partidos:
| #  | Fecha                   | Resultado | Rival           | Competición                           |
| -- | ----------------------- | --------- | --------------- | ------------------------------------- |
| 1. | 30 de marzo de 1983     | 0–2       | Yugoslavia      | Amistoso                              |
| 2. | 28 de agosto de 1985    | 2–0       | Finlandia       | Clasificación para el Mundial de 1986 |
| 3. | 23 de abril de 1986     | 2–1       | Unión Soviética | Amistoso                              |
| 4. | 20 de noviembre de 2002 | 0–1       | Croacia         | Amistoso                              |
| 5. | 6 de junio de 2007      | 2–0       | Eslovenia       | Clasificación para la Eurocopa 2008   |
| 6. | 3 de marzo de 2010      | 0–2       | Israel          | Amistoso                              |